# Kenchomae (métro municipal de Kobe)
Kenchomae (県庁前駅, Kenchomae-eki) est une station de la ligne Seishin-Yamate du métro municipal de Kobe. Elle est située dans l'arrondissement Chūō-ku de Kobe, dans la préfecture de Hyōgo au Japon.
Mise en service en 1985, elle est desservie par les rames de la ligne Seishin-Yamate.

## Situation sur le réseau

Plan du métro.

Établie en souterrain, Kenchomae est une station de passage de la ligne Seishin-Yamate (verte) du métro municipal de Kobe. Elle est située entre la station Sannomiya, en direction du terminus est Shin-Kōbe, et la station Ōkurayama, en direction du terminus ouest Seishin-chūō.
Elle dispose de deux quais latéraux situés l'un au-dessus de l'autre.

## Histoire
La station Kenchomae est mise en service le 18 juin 1985, lorsque le Bureau des transports municipaux de Kobe ouvre à l'exploitation le prolongement nord de la ligne Seishin-Yamate, de Ōkurayama à Shin-Kōbe.

## Services aux voyageurs

### Accès et accueil
La station est accessible par sept bouches disposant d'escaliers et un ascenseur pour rejoindre le hall, au niveau -1, avec la billetterie et les tourniquets de contrôle. L'accès au quai latéral, du niveau -2, s'effectue par des escaliers mécaniques. L'accès au quai latéral du niveau -3 s'effectue par des escaliers depuis le niveau -2. Pour les personnes à la mobilité réduite un ascenseur va de la surface au hall, puis un deuxième ascenseur permet de relier les quais aux niveaux -2 et -3.

Installations
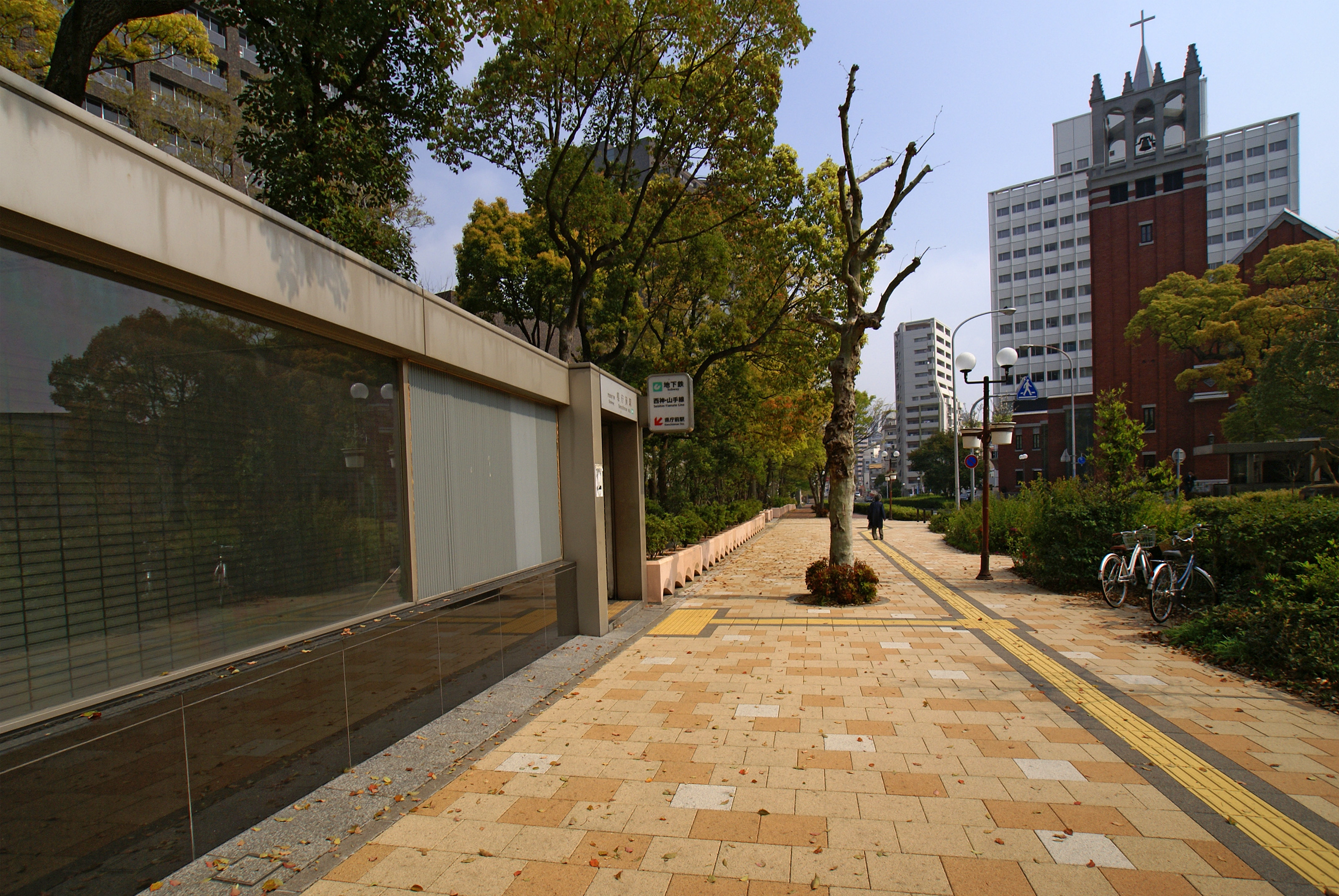
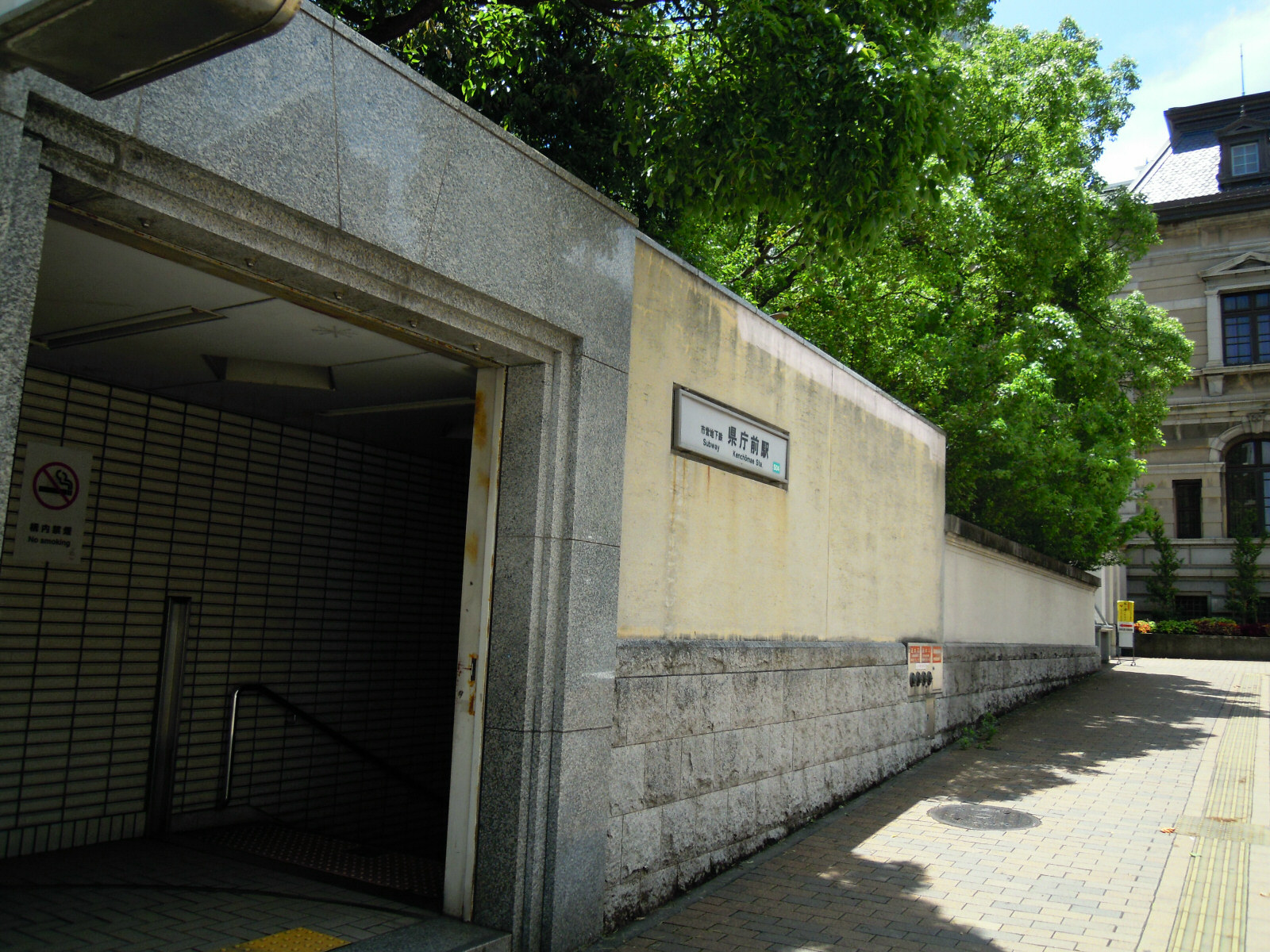
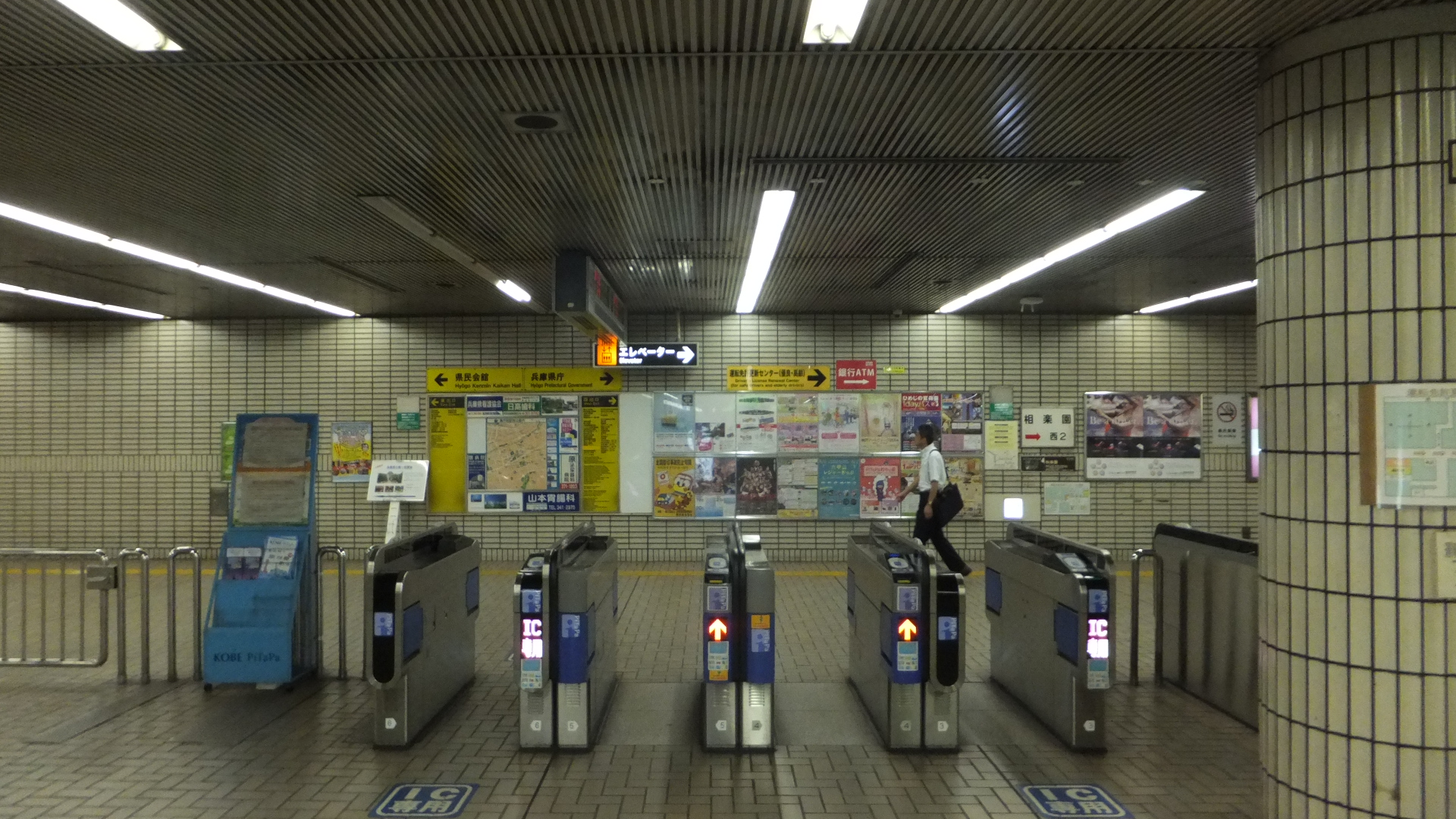

### Desserte
Kenchomae est desservie par les rames de la ligne Seishin-Yamate.
| N° de voie | Ligne          | Direction                      |
| ---------- | -------------- | ------------------------------ |
| 1          | Seishin-Yamate | Sannomiya・Shin-Kobe・Tanigami |
| 2          | Seishin-Yamate | Myōdani・Seishin-chūō          |

Installations
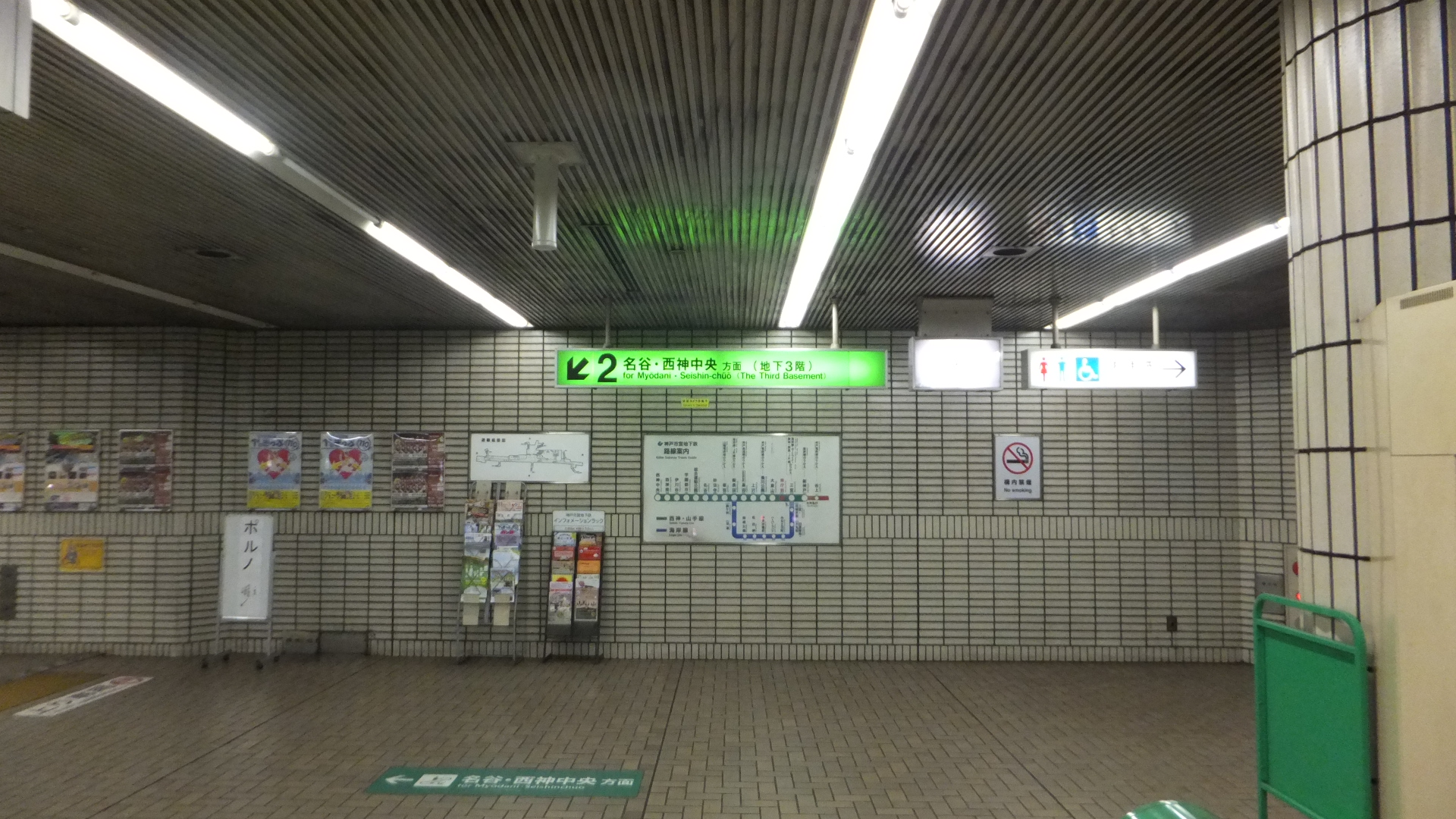
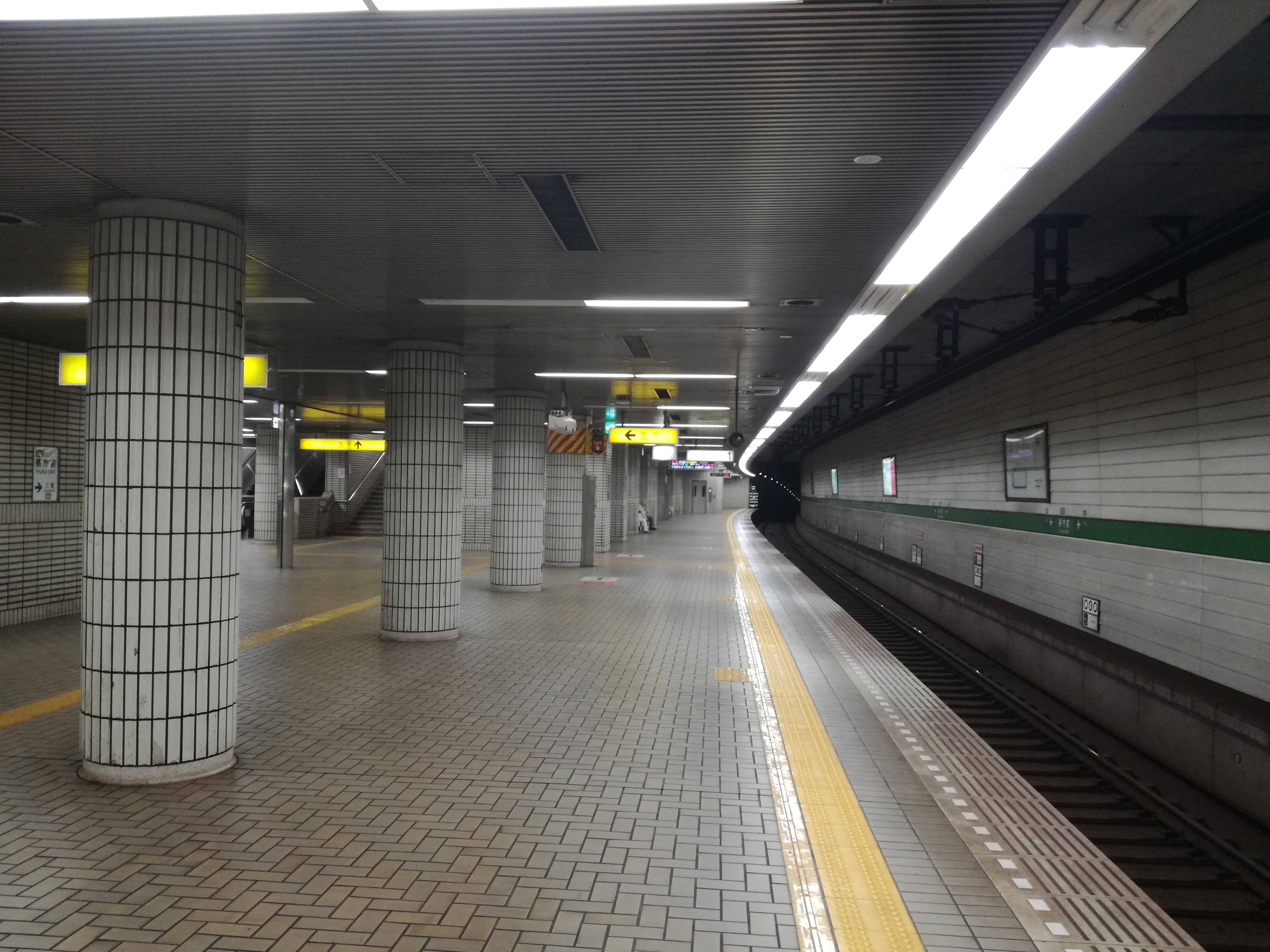
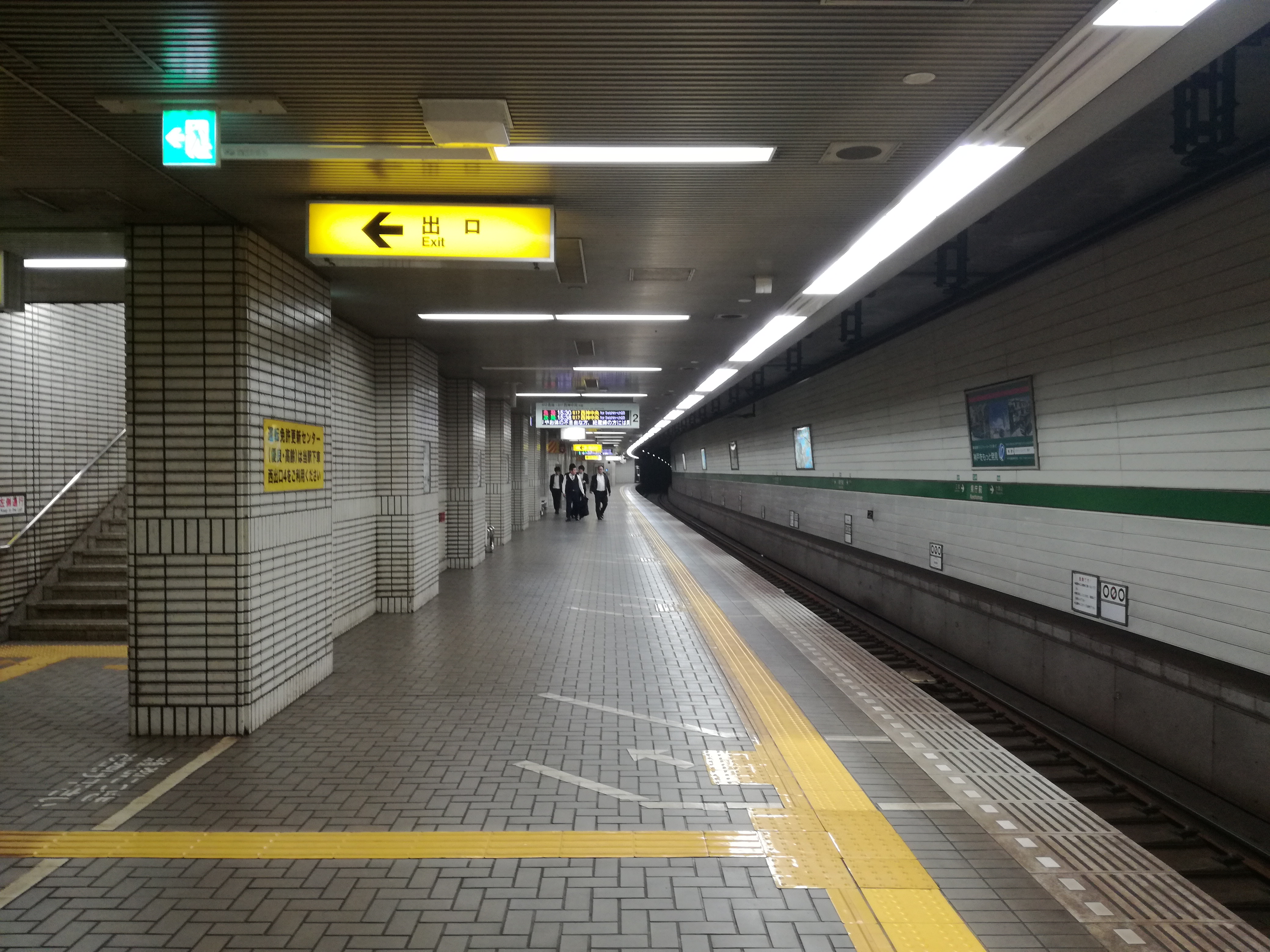